# Музафаров, Сабир Бакир оглы
Сабир Бакир оглы Музафаров (азерб. Sabir Bəkir oğlu Müzəffərov; род. 1941, Агдашский район, Азербайджанская ССР) — советский азербайджанский нефтяник. Депутат Верховного Совета СССР 11-го созыва (1984—1989), народный депутат СССР (1989—1991).

## Биография
Родился в июне 1941 года в Агдашском районе Азербайджанской ССР.
Окончил Бакинский нефтяной техникум.
Окончив школу, начал трудовую деятельность колхозником колхоза имени Наримана Нариманова Агдашского района республики. С 1960 года — бурильщик, позже — бригадир ремонтников цеха подземного и капитального ремонта скважин нефтегазодобывающего управления «Лениннефть» производственного объединения «Азнефть». Бригада Музафарова достигла высоких результатов при выполнении заданий одиннадцатого пятилетнего плана (1981—1985), выполнив задание пятилетки досрочно, только за 1983 год коллектив бригады отремонтировал и сдал в эксплуатацию 90 процентов скважин досрочно, уже к 1984 году выполняя плановые задания 1985 года, исполняя ежедневную норму на 125 процентов.
Активно участвовал в общественно-политической жизни республики и Советского Союза. Состоял в КПСС, был членом бюро парткомитета цеха, занимал пост депутата Раманского поселкового Совета народных депутатов. В 1984 году избран депутатом Верховного Совета СССР 11-го созыва, в 1989 году избран народным депутатом СССР от Бакинского — Ленинского национально-территориального избирательного округа № 193 Азербайджанской ССР. После ввода войск в Баку в 1990 году первым из народных депутатов потребовал аудиенции генерального секретаря КПСС Михаила Горбачёва.